# Joop Carp
Johan Robert "Joop" Carp (Pemalang, 30 de janeiro de 1897 — Joanesburgo, 25 de março de 1962) foi um velejador neerlandês, campeão olímpico. Ele competiu nos Jogos Olímpicos de Verão de 1920 na classe 6.5 Metre e conquistou a medalha de ouro na disputa realizada a bordo do Oranje com Berend Carp e Petrus Wernink. Na edição seguinte, nos Jogos de 1924, ficou com a medalha na bronze na classe 6 Metre ao lado de Anthonij Guépin e Jan Vreede no Willem-Six.
Joop Carp estudou direito na Universidade de Leiden. Ele se formou em 1921. Pouco depois tornou-se vice-presidente da Fokker Aircraft. Lá, esteve envolvido no desenvolvimento da primeira grande aeronave comercial. Mais tarde, Carp se envolveu mais com a exploração de invenções importantes como o 'Oertz-leme', o 'Frigoplate' e o 'Frost-O-Matic Ice Cream Vending Machine'. Em 1926 ele abriu seu próprio escritório na cidade de Nova Iorque.